# The Scarlet Pimpernel (película de 1934)
La Pimpinela Escarlata es una película de aventuras británica de 1934 dirigida por Harold Young y protagonizada por Leslie Howard, Merle Oberon, y Raymond Massey. Basada en la novela homónima de 1908 de la Baronesa Orczy, la película sigue a un aristócrata inglés que lleva una doble vida, apareciendo en público como un cursi aristócrata mientras está comprometido en un esfuerzo subterráneo para liberar nobles franceses de El Terror de Robespierre. La película estuvo producida por Alexander Korda.

## Argumento
En 1792, en pleno reinado del terror, vengativas hordas de franceses cazan a los aristócratas si no son salvados por la Banda de la Pimpinela Escarlata, una sociedad secreta de 20 ingleses, "uno para mandar, y diecinueve para obedecer".
El conde de Tournay va a ser ejecutado. Cuando los prisioneros están siendo escoltados a la carreta que les lleva a la guillotina, aparece el máximo dirigente francés, Maximilien Robespierre, que desea hacer un trato con el conde.
En París, Robespierre muestra sus maquiavélicas intenciones: la vida del conde a cambio de la identidad de La Pimpinela Escarlata, que resulta ser Percy Blakeney, un rico inglés baronet y amigo del Príncipe de Gales que finge ser un petimetre para evitar sospechas. Su pose es tan exitosa que ni siquiera su mujer francesa, Marguerite, conoce su identidad secreta.

## Reparto
- Leslie Howard: Sir Percy Blakeney/Le Mouron rouge
- Merle Oberon: Lady Marguerite Blakeney
- Raymond Massey: Chauvelin
- Nigel Bruce: Prince de Galles
- Bramwell Fletcher: le prêtre
- Anthony Bushell: Sir Andrew Ffoulkes
- Joan Gardner: Suzanne de Tournay
- Walter Rilla: Armand Saint Just
- Mabel Terry-Lewis: Comtesse de Tournay
- O.B. Clarence: Comte de Tournay
- Ernest Milton: Robespierre
- Melville Cooper: Romney
- Edmund Breon: Colonel Winterbottom

## Producción
Alexander Korda, un productor húngaro que había nacido en una ciudad no lejos de la granja de la Baronesa Orczy, y que recientemente tuvo gran éxito con el actor Charles Laughton en la película La Vida Privada de Henry VIII, le ofreció el papel a Laughton. Pero cuándo el anuncio salió a la prensa, la reacción de los fanes fue negativa; según ellos, el temperamental Laughton era inapropiado para interpretar al elegante Señor Percy.
Korda entonces le dio el papel a Leslie Howard, con Merle Oberon como Marguerite. Leslie Howard puso el estándar para las posteriores versiones y además dirigió y protagonizó una versión modernizada del film en el papel de un profesor que lucha contra los nazis en Pimpernel Smith (1941).

## Recepción
La película fue la sexta película más popular durante 1935-36.